# Andrea Baldi
Andrea Baldi (Roma, 5 novembre 1895 – Monte Dunun, 19 maggio 1936) è stato un militare italiano, insignito della medaglia d'oro al valor militare alla memoria nel corso della guerra d'Etiopia.

## Biografia
Nacque a Roma il 5 novembre 1895, figlio di Paolo e Lucia Scassa. 
Arruolato nel Regio Esercito per prestare servizio militare nel giugno 1915, fu assegnato al 3º Reggimento bersaglieri e, dopo avere frequentato il corso allievi ufficiali di complemento presso la Regia Accademia Militare di Fanteria e Cavalleria di Modena, fu nominato aspirante. Raggiunse quindi in zona di operazioni, nel giugno 1916, il II Battaglione ciclisti del 2º Reggimento bersaglieri. Promosso sottotenente nel novembre 1916 e tenente nel luglio 1917, ottenne il trasferimento al I Gruppo d’assalto e, come ardito, nel giugno 1918 partecipò alla battaglia del solstizio sul Piave. Decorato con una medaglia di bronzo al valor militare, fu collocato in congedo nel 1919, poi promosso capitano nell'agosto 1935; nel dicembre successivo fu richiamato in servizio attivo a domanda in servizio per essere destinato in Africa Orientale. Trasferito nel Regio corpo truppe coloniali della Somalia italiana, sbarcò a Mogadiscio l'11 gennaio 1936 e, assegnato al IX Battaglione del 3º Raggruppamento arabo-somalo, assunse il comando della 2ª Compagnia. Cadde in combattimento sul Monte Dunun, Neghelli, il 19 maggio 1936 e fu decorato con la medaglia d'oro al valor militare alla memoria.

### Fonti
1. 1 2 3 4  Combattenti Liberazione.
2. 1 2 3  Gruppo Medaglie d'Oro al Valor Militare 1965, p. 176.
3. ↑   Medaglia d'oro al valor militare Baldi, Andrea, su quirinale.it, Quirinale. URL consultato l'11 luglio 2021.